# 38e division de fusiliers (1re formation)
Pour les articles homonymes, voir 38e division.
La 38e division de fusiliers (en russe : 38-я стрелковая дивизия) est une unité d'infanterie de l'Armée rouge pendant la Seconde Guerre mondiale. Elle est créée pendant la guerre civile russe sous le nom de 2e division de fusiliers du Don puis, renommée 9e division de fusiliers du Don en 1922, s'installe dans le district militaire du Caucase du Nord.

## Historique

### Guerre civile russe
La division est créée le 1er mai 1920 sous le nom de 2e division de fusiliers du Don au sein du district militaire transcaucasien, dans la région de la mer d'Azov,.
La division participe à partir de juillet aux combats contre les blancs de l'Armée russe du général Wrangel, notamment à la contre-attaque contre le débarquement du général Oulagaï (en) au Kouban. Elle combat ensuite sur les bords de la mer d'Azov, étant rattachée à partir d'août à la 9e armée (ru) du Kouban. En septembre, elle est rattachée au groupe de forces combattant en direction de Taganrog, puis en octobre à la 13e armée. Du 28 octobre au 3 novembre, elle participe à la contre-offensive rouge en Tauride (en), avec la 4e armée (en) du front du Sud (en). De novembre à décembre, la 2e division lutte contre la Makhnovchtchina en Tauride et dans la région de Iekaterinoslav.
En janvier 1921, la division quitte la 4e armée et passe à l'armée du travail (ru) du Don avant d'être rattachée en février au front du Caucase (en). En mai 1921, elle passe sous le commandement du district militaire du Caucase du Nord. En 1921-1922, la division est engagée dans la lutte contre les rebelles anti-soviétiques dans l'oblast du Don (es).

### De 1922 à 1941
Le 24 juin 1922, par ordre du district militaire du Caucase du Nord, la 2e division de fusiliers du Don est renommée 9e division de fusiliers du Don. Elle est en garnison à Rostov-sur-le-Don.
Elle reçoit l'ordre de Lénine le 27 février 1934 et est renommée 38e division de fusiliers le 21 mai 1936.

### Seconde Guerre mondiale
Mi-juin 1941, au déclenchement de l'opération Barbarossa, la 38e division fait de la 19e armée, en réserve de la Stavka. Constituée à 90% de soldats non-russes originaires des républiques soviétiques du Daghestan et de Tchétchénie-Ingouchie, la division a l'ordre de bataille suivant :
- 29e régiment de fusiliers
- 48e régiment de fusiliers
- 343e régiment de fusiliers
- 240e régiment d'artillerie de montagne
- 134e groupe (divizion) indépendant antichar
- 124e groupe indépendant d'artillerie antiaérienne
- 70e compagnie de reconnaissance
- 132e bataillon de sapeurs
- 122e bataillon indépendant de transmissions
- 50e parc d'artillerie divisionnaire
- 52e bataillon médico-sanitaire
- 135e compagnie automobile
- 77e boulangerie de campagne automobile
- 924e infirmerie militaire divisionnaire
- 193e bureau de poste de campagne
- 657e bureau de campagne de la Gosbank.

Engagée au combat à partir du 2 juillet 1941 : après avoir quitté l'Ukraine, la 19e armée est envoyée défendre Vitebsk dans le cadre de la bataille de Smolensk. La 19e armée est dispersée mi-juillet avant d'arriver et la 38e division se retrouve à combattre dans la région de Smolensk même,. Elle rejoint le groupe de forces du général Constantin Rokossovski et reçoit l'ordre de contenir les têtes de pont de la 7e Panzerdivision sur la rivière Vop à l'est et au sud de Iartsevo. Maintenant la liaison avec la 16e armée et la poche de Smolensk, la division est peu à peu repoussée, sans parvenir à contre-attaquer,,. Mi-août, elle passe à la 16e armée, combattant toujours autour de Iartsevo.
Elle se désagrège et disparaît le 7 octobre, lors de l'offensive allemande contre Moscou, alors qu'elle combat avec la 16e armée devant Viazma, et est dissoute le 27 décembre 1941.